# Richard Lyon-Dalberg-Acton (2e baron Acton)
Richard Maximilian Lyon-Dalberg-Acton, 2e baron Acton, (7 août 1870 - 16 juin 1924) est un pair et diplomate britannique, le premier ambassadeur de Grande-Bretagne en Finlande en 1919-1920.

## Jeunesse
Issu d'une famille ancienne et distinguée du Shropshire, il est né en Bavière, le premier et le seul fils survivant du 1er baron Acton, historien et homme politique, et de son épouse allemande, Marie Anna Ludomilla Euphrosina Gräfin von Arco auf Valley. Il termine ses études en Angleterre au Magdalen College d'Oxford.

## Carrière diplomatique
Il entre au ministère des Affaires étrangères en 1894. Il commence une carrière en Europe en tant que troisième secrétaire du service diplomatique de l'ambassade britannique à Berlin en 1896. Il est promu deuxième secrétaire en 1900 et sert à l'ambassade de Berlin jusqu'en 1902, l'année où il succède à son père à la pairie.
Il sert ensuite comme deuxième secrétaire dans les ambassades successives, à Vienne à partir d'août 1902;  puis Berne, Suisse ; Madrid en 1906–07 et La Haye.
En 1911, il est promu Premier secrétaire, et est chargé d'affaires à Darmstadt et Karlsruhe en Allemagne jusqu'au déclenchement de la Première Guerre mondiale en 1914. Il sert en Suisse comme conseiller d'ambassade à Berne en 1915-1916 et est devenu consul général à Zurich en 1917. En 1919, il est le premier ambassadeur britannique en Finlande récemment indépendante à Helsinki, puis a pris sa retraite du ministère des Affaires étrangères en 1920.
Parallèlement à sa carrière diplomatique, Lord Acton, un pair libéral, est un Lord-in-waiting, de 1905 à 1915, sous les administrations libérales de Henry Campbell-Bannerman et Herbert Henry Asquith.
Il est nommé membre de l'Ordre royal de Victoria en tant que membre (quatrième classe) en 1901. Il est promu Chevalier Commandant du même ordre dans les honneurs du Nouvel An 1916.
Il est également investi de l'Ordre de 1re classe de la Couronne de Prusse, en tant que Grand Officier de la Légion d'honneur française, Grand-Croix de l'Ordre danois du Dannebrog et de la Croix-Rouge royale serbe .

## Famille
Quatrième génération de sa famille né à l'étranger, il n'est, malgré ses racines anglaises paternelles et son service au gouvernement britannique, pas officiellement un sujet britannique avant d'être naturalisé par une loi du Parlement en 1911.
En 1919, il prend par licence royale le nom de famille supplémentaire de Lyon .
Il épouse Dorothy Lyon, fille de Thomas Henry Lyon, d'Appleton Hall le 7 juin 1904. Le couple a neuf enfants: 
- Marie Immaculée Antoinette Lyon-Dalberg-Acton (1905–1994) épouse Douglas Woodruff (en).
- Dorothy Elizabeth Anne Pelline Lyon-Dalberg-Acton (1906–1998) épouse Joseph Edward Eyre.
- John Lyon-Dalberg-Acton (3e baron Acton) (1907–1989)
- Richard William Heribert Peter Lyon-Dalberg-Acton MBE (1909-1946) épouse Jill Ehlert; tuée avec sa femme dans un accident d'avion en Gambie
- Helen Mary Grace Lyon-Dalberg-Acton (1910-2001) épouse le prince Guglielmo Rospigliosi.
- Gabrielle Marie Leopoldine Lyon-Dalberg-Acton (1912-1930)
- Joan Henrica Josepha Mary Clare Lyon-Dalberg-Acton (1915–1995)
- Margaret Mary Teresa Lyon-Dalberg-Acton (1919–1997)
- Gydgyth Bertha Milburg Mary Antonia Frances Lyon-Dalberg-Acton (1920–1995) épouse John Alexander Callinicos et a un fils Alex Callinicos, un théoricien et activiste politique marxiste.

Lady Acton est décédée en 1923 et Lord Acton est décédé l'année suivante.